# Lago Seliger

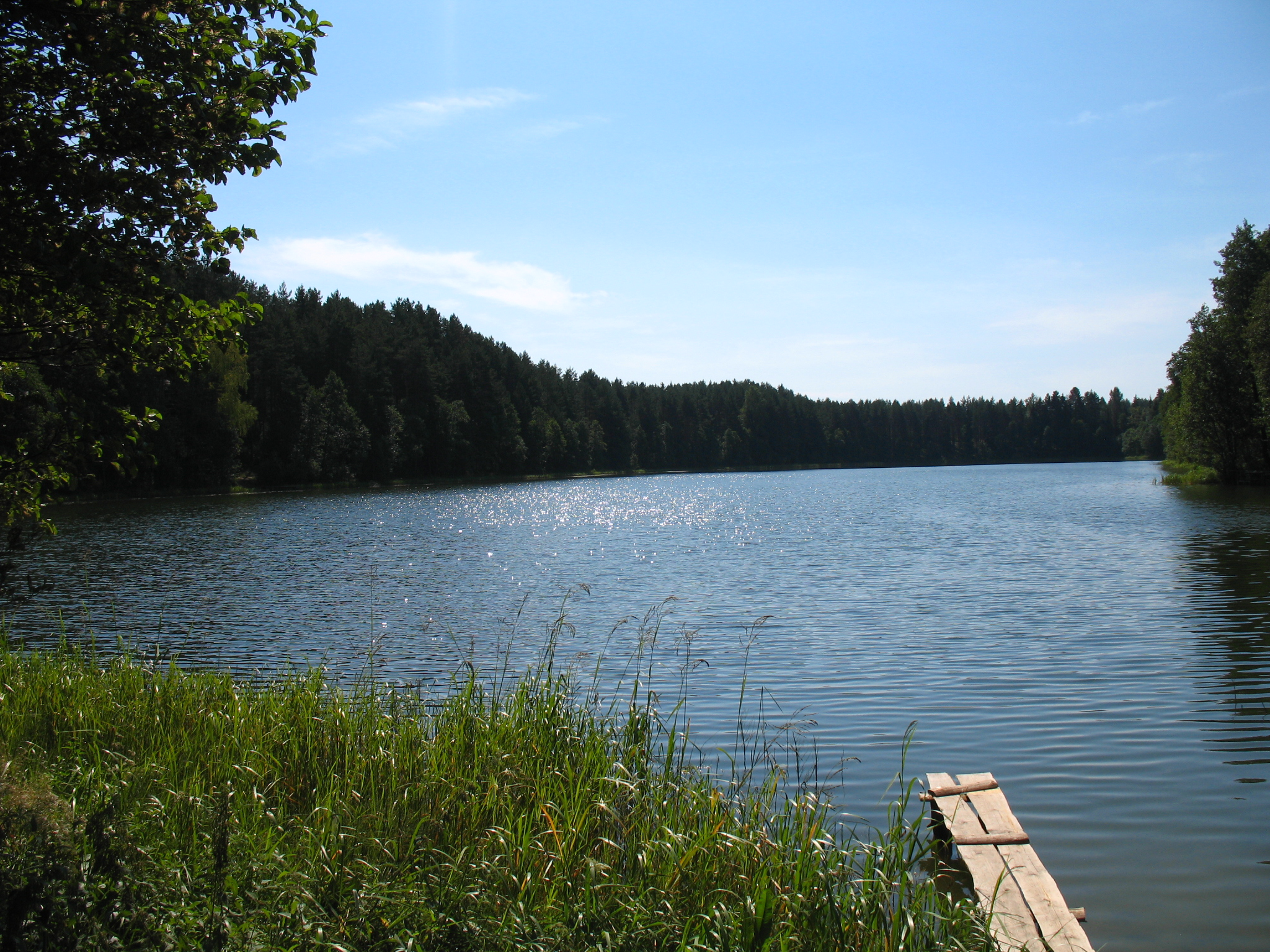
Um dos lagos do sistema Seliger.

Seliger (em russo:  Селигер) é um lago da Rússia conhecido por estar situado em uma região de paisagens pitorescas de bosques e colinas do oblast de Novgorod e oblast de Tver. É uma reserva natural protegida e, às vezes, é chamado de "Baikal europeu", devido à sua fauna e flora únicas, similares à do lago Baikal.
Seliger na verdade é um sistema da lagos interligados, ele possui várias pequenas ilhas e é cercado por florestas, onde se podem encontrar pinheiros, cerejeiras e cogumelos.